# 에어 아라비아의 운항 노선
2020년 4월을 기준으로, 에어 아라비아는 다음의 노선을 운항하고 있다.

## 운항 노선

### 아시아

#### 동남아시아
- 말레이시아
  - 쿠알라룸푸르 - 쿠알라룸푸르 국제공항

#### 남아시아
- 네팔
  - 카트만두 - 트리부반 국제공항
- 방글라데시
  - 다카 - 샤잘랄 국제공항
  - 치타공 - 샤 아마낫 국제공항
- 스리랑카
  - 콜롬보 - 반다라나이케 국제공항
- 인도
  - 델리 - 인디라 간디 국제공항
  - 고아 - 고아 국제공항
  - 나그푸르 - 바바사헤브 암메카르 국제공항
  - 뭄바이 - 차트라파티 시바지 국제공항
  - 방갈로르 - 켐페고우다 국제공항
  - 비사카파트남 - 비사카파트남 국제공항
  - 아메다바드 - 사다르 발라브바이 파텔 국제공항
  - 자이푸르 - 자이푸르 국제공항
  - 첸나이 - 첸나이 국제공항
  - 코임바토르 - 코임바토르 국제공항
  - 코지코드 - 코지코드 국제공항
  - 코치 - 코친 국제공항
  - 트리반드룸 - 트리반드룸 국제공항
  - 하이데라바드 - 라지브 간디 국제공항

#### 서남아시아
- 레바논
  - 베이루트 - 베이루트 라픽 하리리 국제공항
- 바레인
  - 바레인 - 바레인 국제공항
- 사우디아라비아
  - 리야드 - 킹 칼리드 국제공항
  - 가심 - 가심 공항
  - 담맘 - 킹 파드 국제공항
  - 메디나 - 프린스 모하메드 빈 압둘아지즈 국제공항
  - 사카카 - 사카카 공항
  - 아브하 - 아브하 공항
  - 얀부 - 얀부 공항
  - 제다 - 킹 압둘아지즈 국제공항
  - 지잔 - 지잔 공항
  - 타부크 - 타부크 공항
  - 타이프 - 타이프 공항
- 소말릴란드
  - 하르게이사 - 하르게이사 공항
- 아랍에미리트
  - 라스알카이마 - 라스알카이마 국제공항
  - 샤르자 - 샤르자 국제공항 - 허브
- 아프가니스탄
  - 카불 - 하미드 카르자이 국제공항
- 오만
  - 무스카트 - 무스카트 국제공항
  - 살랄라 - 살랄라 국제공항
  - 소하르 - 소하르 국제공항
- 요르단
  - 암만 - 퀸 알리아 국제공항
- 이라크
  - 바그다드 - 바그다드 국제공항
  - 나자프 - 알 나자프 국제공항
  - 술라이마니아 - 술라이마니아 국제공항
  - 아르빌 - 아르빌 국제공항
- 이란
  - 테헤란 - 테헤란 이맘 호메이니 국제공항
  - 라르 - 라레스탄 국제공항
  - 마슈하드 - 마슈하드 국제공항
  - 쉬라즈 - 쉬라즈 국제공항
- 쿠웨이트
  - 쿠웨이트 시티 - 쿠웨이트 국제공항
- 파키스탄
  - 이슬라마바드 - 이슬라마바드 국제공항
  - 라호르 - 알라마 이크발 국제공항
  - 물탄 - 물탄 국제공항
  - 시알코트 - 시알코트 국제공항
  - 카라치 - 진나 국제공항
  - 퀘타 - 퀘타 국제공항
  - 파이살라바드 - 파이살라바드 국제공항
  - 폐샤와르 - 바차 칸 국제공항

#### 중앙아시아
- 아르메니아
  - 예레반 - 즈바르트노츠 국제공항
- 아제르바이잔
  - 바쿠 - 헤이다르 알리예프 국제공항
  - 게벨레 - 게벨레 국제공항 계절편
- 조지아
  - 트빌리시 - 트빌리시 국제공항
  - 바투미 - 바투미 국제공항
- 카자흐스탄
  - 아스타나 - 누르술탄 나자르바예프 국제공항
  - 알마티 - 알마티 국제공항
- 키르기스스탄
  - 비슈케크 - 마나스 국제공항

### 아프리카

#### 서아프리카
- 에리트레아
  - 아스마라 - 아스마라 국제공항

#### 동아프리카
- 수단
  - 하르툼 - 하르툼 국제공항
- 케냐
  - 나이로비 - 조모 케냐타 국제공항

#### 북아프리카
- 모로코
  - 나도르 - 나도르 국제공항
  - 마라케시 - 마라케시 메나라 공항
  - 아가디르 - 알 마시라 공항
  - 알호세이마 - 셰리프 알 이드리시 공항
  - 카사블랑카 - 모하메드 5세 국제공항
  - 탕헤르 - 이븐 바투타 공항
  - 페스 - 페스 세이스 공항
- 이집트
  - 카이로 - 카이로 국제공항 허브
  - 룩소르 - 룩소르 국제공항
  - 샤름엘셰이크 - 샤름엘셰이크 국제공항
  - 소하그 - 소하그 국제공항
  - 아시우트 - 아시우트 공항
  - 알렉산드리아 - 보르그엘아랍 국제공항
- 튀니지
  - 튀니스 - 튀니스 카르타고 국제공항

### 유럽

#### 서유럽
- 영국
  - 런던 - 런던 개트윅 국제공항
  - 맨체스터 - 맨체스터 공항
- 프랑스
  - 파리 - 파리 샤를 드 골 국제공항
  - 리옹 - 생택쥐페리 국제공항
  - 몽펠리에 - 몽펠리에 메디테라니 공항
  - 뮐루즈 - 유로 에어포트
  - 보르도 - 보르도 메리냑 공항
  - 스트라스부르 - 스트라스부르 공항
  - 툴루즈 - 툴루즈 블라냑 공항
  - 포 - 포 피레네 공항
- 독일
  - 뮌헨 - 뮌헨 국제공항
  - 쾰른 - 쾰른 본 공항
  - 프라이부르크 - 유로 에어포트
  - 프랑크푸르트 - 프랑크푸르트 국제공항
- 아일랜드
  - 더블린 - 더블린 국제공항
- 네덜란드
  - 암스테르담 - 암스테르담 스키폴 국제공항
- 벨기에
  - 브뤼셀 - 브뤼셀 국제공항

#### 중유럽
- 스위스
  - 바젤 - 유로 에어포트

#### 남유럽
- 보스니아 헤르체고비나
  - 사라예보 - 사라예보 국제공항
- 스페인
  - 마드리드 - 마드리드 바하라스 국제공항
  - 말라가 - 말라가 공항
  - 바르셀로나 - 바르셀로나 엘프라트 국제공항
  - 팔마데마요르카 - 팔마데마요르카 공항
- 이탈리아
  - 나폴리 - 나폴리 국제공항
  - 베니스 - 베니스 마르코 폴로 국제공항
  - 베르가모 - 올리오 알 세리오 국제공항
  - 볼로냐 - 굴리에모 마르코니 국제공항
  - 카타니아 - 카타니아 폰타나로사 국제공항
  - 튜린 - 츄네오 국제공항
- 튀르키예
  - 보드룸 - 밀라스 보드룸 공항 계절편
  - 이스탄불 - 사비하 괵첸 국제공항
  - 이즈미르 - 아드난 멘데레스 공항
  - 트라브존 - 트라브존 공항

#### 동유럽
- 러시아
  - 모스크바 - 도모데도보 국제공항
  - 그로즈니 - 그로즈니 공항
- 슬로바키아
  - 브라티슬라바 - 브라티슬라바 국제공항
- 우크라이나
  - 키예프 - 보리스필 국제공항
- 체코
  - 프라하 - 프라하 바츨라프 하벨 국제공항

#### 북유럽
- 덴마크
  - 코펜하겐 - 코펜하겐 카스트럽 국제공항
- 스웨덴
  - 스톡홀름 - 스톡홀름 알란다 국제공항

## 단항 노선

### 아시아

#### 동아시아
- 중화인민공화국
  - 우루무치 - 우루무치 디워푸 국제공항

#### 남아시아
- 스리랑카
  - 함반토타 - 마탈라 라자팍사 국제공항

#### 서남아시아
- 사우디아라비아
  - 호푸프 - 알아사 공항
- 시리아
  - 다마스쿠스 - 다마스쿠스 국제공항
  - 라타키아 - 바셀 알아사드 국제공항
  - 알레포 - 알레포 국제공항
- 아랍에미리트
  - 아부다비 - 아부다비 국제공항
- 예멘
  - 사나 - 사나 국제공항
- 이라크
  - 바스라 - 바스라 국제공항
- 이란
  - 사난다즈 - 사난다즈 국제공항
  - 아브단 - 아야톨라 자미 국제공항
  - 이스파한 - 이스파한 국제공항
- 카타르
  - 도하 - 하마드 국제공항

#### 중앙아시아
- 카자흐스탄
  - 쉼켄트 - 쉼켄트 국제공항

### 아프리카

#### 북아프리카
- 모로코
  - 라바트 - 우지다 앙가드스 공항
  - 우지다 - 라바트 살레 국제공항

### 유럽

#### 남유럽
- 영국
  - 런던 - 런던 스탠스테드 국제공항

- 그리스
  - 아테네 - 아테네 국제공항
- 보스니아 헤르체고비나
  - 투즐라 - 투즐라 국제공항
- 코소보
  - 프리스티나 - 프리스티나 국제공항

#### 동유럽
- 러시아
  - 모스크바
    - 브누코보 국제공항
    - 세례메티예보 국제공항

  - 로스토프나도누 - 로스토프나도누 공항
  - 사마라 - 쿠루모치 국제공항
  - 예카테린부르크 - 예카테린부르크 국제공항
  - 우파 - 우파 국제공항
  - 카잔 - 카잔 국제공항
  - 크라스노다르 - 크라스노다르 국제공항
- 우크라이나
  - 도네츠크 - 도네츠크 국제공항
  - 오데사 - 오데사 국제공항
  - 하르키프 - 하르키프 국제공항

#### 북유럽
- 덴마크
  - 빌룬드 - 빌룬드 공항